# Charles Piard
Charles Piard (ur. 14 grudnia 1883 w Paryżu  – zm. 17 kwietnia 1943) – francuski kolarz torowy, złoty medalista mistrzostw świata.

## Kariera
Największy sukces w karierze Charles Piard osiągnął w 1902 roku, kiedy zdobył złoty medal w sprincie indywidualnym amatorów podczas mistrzostw świata w Rzymie. W zawodach tych bezpośrednio wyprzedził swego rodaka Léona Delaborde'a i Duńczyka Orlę Norda. Był to jedyny medal wywalczony przez Piarda na międzynarodowej imprezie tej rangi. Na rozgrywanych w tym samym roku torowych mistrzostwach kraju zdobył złoty medal w tej samej konkurencji, a rok wcześniej zwyciężył w Grand Prix Paryża. Nigdy nie wystąpił na igrzyskach olimpijskich.